# Parafia Świętych Apostołów Piotra i Pawła w Piekarach Śląskich
Parafia św. Apostołów Piotra i Pawła – rzymskokatolicka parafia znajdująca się w Kamieniu, dzielnicy Piekar Śląskich. Kościół parafialny zlokalizowany jest przy ul. biskupa Nankera 221.

## Historia
Jest najstarszą parafią wiejską na Śląsku, erygowana została 4 października 1277 na mocy dekretu biskupa Pawła z Przemankowa, w dekanacie sławkowskim. Na jej terenie urodził się późniejszy biskup krakowski i wrocławski Nanker, istniał tu kościół murowany z kamienia w stylu romańskim. 
Znaczny rozwój miejscowości, a tym samym parafii, stał się przyczyną podjęcia przez ówczesnego proboszcza, księdza Józefa Kruppę, starań związanych z budową nowej świątyni w Kamieniu. Po początkowych trudnościach, hrabia Guido Henckel von Donnersmarck wyraził zgodę na rozpoczęcie budowy kościoła. Projekt świątyni w stylu neogotyckim wykonał popularny wówczas architekt Ludwig Schneider. Przewidywany koszt budowy został oszacowany na sumę 162 tys. marek. Projektowana świątynia miała być zlokalizowana na miejscu istniejącej pierwotnej świątyni. W tej sytuacji podjęto decyzję budowy tymczasowego kościoła wykonanego z cegły i drewna. Powstał on w 1897 na posesji Wincentego Piwowara, obok starej szkoły. W dniu 14 listopada 1897 ksiądz Kruppa, za pozwoleniem kardynała Georga Koppa, poświęcił tymczasowy kościół. Stary, kamienny kościół został rozebrany na przełomie 1897 i 1898.
1 maja 1898 rozpoczęto budowę nowego kościoła. 19 maja 1898 nastąpiło uroczyste poświęcenie kamienia węgielnego. Pod koniec tego roku kościół został zamknięty w tzw. stanie surowym. W 1899 do kościoła została dobudowana wieża oraz prowadzony były prace wykończeniowe. 30 listopada 1899 z polecenia kardynała-arcybiskupa Georga Koppa, ksiądz-dziekan Konietzko z Radzionkowa dokonał poświęcenia nowego kościoła. Fundatorami świątyni byli m.in.: hrabia Guido Henckel von Donnersmarck ze Świerklańca, kardynał Georg Kopp z Wrocławia, Giesche Spółka Akcyjna, Kopalnia Nowa Helena (hrabiego Hohenlohe), Kopalnia Cecilia, Kopalnia Samuelsgluck, hrabia Laza von Donnersmarck z Nakła, ksiądz-proboszcz Froelich (witraże transeptu), Fundusz Wolnych Kuksów oraz parafianie.
W 1900 kolejny raz został poświęcony przykościelny cmentarz parafialny. W dniu 10 czerwca 1904 odbyła się uroczysta konsekracja kościoła, której dokonał kardynał Georg Kopp. W 1906 przeprowadzony został pierwszy remont dachu kościoła. Następne prace remontowe dachu miały miejsce w 1908. W 1913 kościół został zelektryfikowany. W 1925 wnętrze kościoła otrzymało nową polichromię. Dwadzieścia lat później prezbiterium zostało pokryte blachą miedzianą. W 1943 na potrzeby toczącej się II wojny światowej zostały zarekwirowane dzwony kościelne. W ciągu XX wieku kościół wewnątrz był kilka razy odnawiany – malowany, w latach 50. i 60. ks. proboszcz Brunon Tomala (administrator parafii 1946–1957, proboszcz 1957–1976) ratował świątynię, która niszczała na skutek szkód górniczych. W latach 1976–1993 proboszczem parafii był ks. Eugeniusz Górnik. Od 1993 funkcję tę pełni ks. Ludwik Kieras. W 2001 odnowiono ambonę i chrzcielnicę. 
W 2015 roku nastąpiła zmiana proboszcza w parafii. Odchodzący proboszcz Ludwik Kieras otrzymał tytuł honorowego obywatela Piekar Śląskich. Nowym proboszczem został mianowany ks. Dariusz Borowiec.

## Grupy parafialne
- Służba liturgiczna
- Dzieci Maryi
- Schola Dziecięca
- Oaza Młodzieżowa
- Bractwo Szkaplerzne
- Arcybractwo Straży Honorowej Najświętszego Serca Pana Jezusa
- Róże Różańcowe
- Zespół Charytatywny
- Chór „Święta Barbara”
- Orkiestra Parafialna